# آیزاک کاراسو
آیزاک کاراسو، (به انگلیسی: Isaac Carasso) (زاده ۱۸۷۴ - درگذشته ۱۹ آوریل ۱۹۳۹) کارآفرین و بازرگان اسپانیایی و از یهودیان سفاردی بود، که در سال ۱۹۱۹ شرکت دنون را تأسیس نمود.